# 布勒姆瑟布鲁
布勒姆瑟布鲁（瑞典語：Brömsebro）位于瑞典西南的布莱金厄省卡尔斯克鲁纳市镇和卡尔马省图绍斯市镇的交界处，是一处有着213名居民的跨市镇城区。
布勒姆瑟布鲁是1645年《布勒姆瑟布鲁条约》的签订地。在当时，该村恰好位于瑞典与丹麦的交界线上。